# Корбола
Корбола (итал. Corbola) — коммуна в Италии, располагается в провинции Ровиго области Венеция.
Население составляет 2645 человек, плотность населения составляет 147 чел./км². Занимает площадь 18 км². Почтовый индекс — 45015. Телефонный код — 0426.
Покровительницей коммуны почитается святая равноапостольная Мария Магдалина, празднование  22 июля.